# Гвоздика акантолимоновидная
Гвоздика акантолимоновидная (лат. Dianthus acantholimonoides) ― многолетнее травянистое растение; вид рода Гвоздика (Dianthus) семейства Гвоздичные (Caryophyllaceae). Эндемик России.

## Ботаническое описание
Многолетнее травянистое растение, при основании древеснеющее.
Стебли внизу восходящие, затем прямые, многочисленные, 10—40 см в высоту, в нижней части коротко шероховато опушенные, вверху голые.
Листья косо отклоненные, линейные, 2—6 см в длину и около 2 мм в ширину с 3—9 жилками, на верхушке острые, почти колючие, по краю и срединной жилке шероховато-реснитчатые, при основании спаянные в короткое (2 мм в длину) влагалище.
Цветки одиночные, расположены на верхушках стеблей. Чашечка продолговато-цилиндрическая, 18—30 мм в длину, с ланцетовидными, по краю пленчатыми и густо реснитчатыми заострёнными чашелистиками, впоследствии иногда отклоненными наружу. Прицветные чешуи в числе 4—6, из яйцевидного основания сразу преходящие в шиловидное шероховатое заострение, достигающее половины чашечной трубки. Лепестки обратно-яйцевидные, сверху розовые или зеленовато-розовые, с волосками.
Коробочка короче чашечки. Семена крупные, около 3 мм в длину.

## Распространение и экология
Эндемик России. Встречается только в Краснодарском крае на южном склоне северо-западной части Главного Кавказского хребта: от хребта Маркотх до мыса Кадош.
Произрастает на щебнистых склонах и мергелистых обнажениях нижнего горного пояса, поднимается до 700 м над уровнем моря.

## Охранный статус
Вид внесён в Красные книги Российской Федерации и Краснодарского края. Ранее включался в Красные книги РСФСР и СССР.
Страдает от хозяйственного освоения склонов, строительства нефте- и газопроводов, дорог, курортов, разработки карьеров, низкой конкурентоспособности, слабого возобновления, узкой экологической приуроченности.
Охраняется на территории памятника природы «Гора Папай».

## Применение
Декоративное растение. Перспективно для использования при создании альпинариев и рокариев.